# قوم ساخور
مردمان ساخوری (به ساخوری: йихъбы، به روسی: Цахуры، به آذربایجانی: Saxurlar) قومی هستند که در روسیه مناطق جنوبی (داغستان) و مناطق شمالی جمهوری آذربایجان در شهرستان‌های زاقاتالا، بالاکن و قاخ زندگی می‌کنند و به زبان ساخوری صحبت می‌کنند.